# Colonia 3 de Mayo, Apaxco
Colonia 3 de Mayo, även La Cruz, är en ort i Mexiko, tillhörande kommunen Apaxco i den nordvästra delen av delstaten Mexiko, i den centrala delen av landet. Orten hade 1 279 invånare vid folkräkningen 2010.